# The Used

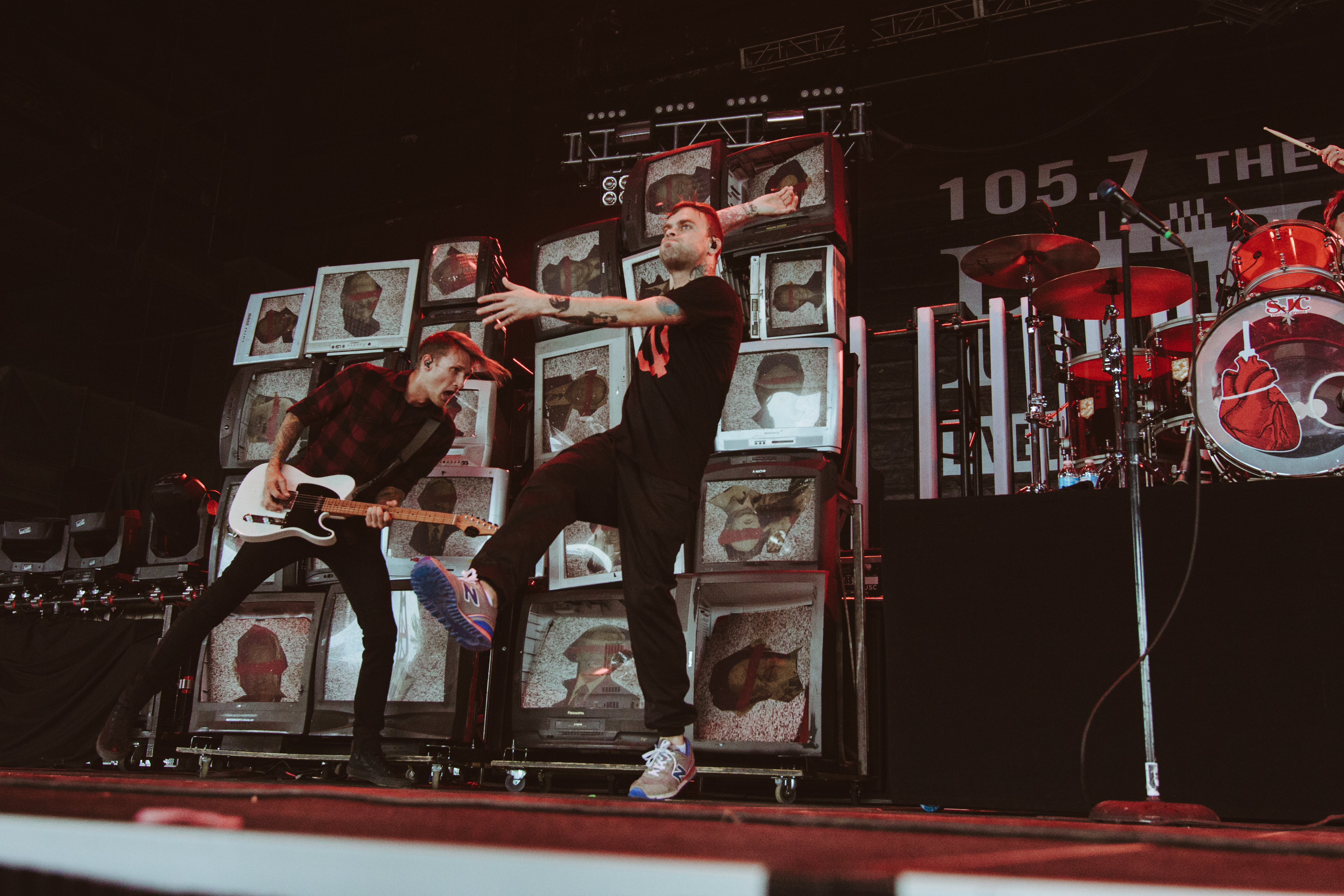
Джастин Шекоски и Берт Маккрэкен в 2015 году

The Used (рус. Использованные) — американская рок-группа, основанная в 2001 году в штате Юта. На данный момент в её состав входят Берт МакКрэкен (вокал, клавишные), Джеф Ховард (бас-гитара), Дэн Уайтсайдс (ударные) и Джо Брэфорд (гитара). Дэн присоединился к группе в 2006-ом году, после того, как бывший ударник Брэнден Стейнекерт покинул её 12 сентября 2006 года.
В 2012 году The Used впервые выступили в России. 21 ноября группа посетила Санкт-Петербург, отыграв концерт в клубе Космонавт. 22 ноября в Москве состоялся концерт в клубе Milk. В июне 2014 года The Used во второй раз приехали в Россию с концертами, выступив в Екатеринбурге, Москве и Санкт-Петербурге.

## История

### Формирование и ранние годы
В 1997 году Джеф Ховард, Куинн Оллман и Брэнден Стейнекерт собрались в тогда ещё безымянную группу в своём родном городе Ореме, штат Юта. Однако, в скором времени, парни поняли, что не могут совмещать свои вокальные возможности с игрой на инструментах. Они устроили прослушивание в доме Джефа, но не были удовлетворены результатами пришедших на пробы вокалистов. Тогда Куинн Оллман пригласил своего одноклассника Берта Маккрэкена. Берт был восхищён музыкой, которую создавали ребята. Он написал слова к песне, которая в будущем будет называться «Maybe Memories», и вернулся на следующий день после прослушивания, чтобы записать демо-версию. После этого Маккрэкен стал официальным вокалистом группы.
Больше двух лет участники собирались на репетиции, сочиняли песни, иногда выступали по вечерам, но не относились к этой затее серьёзно. Иногда у них не было даже крыши над головой, приходилось попрошайничать и подвергаться негативному общественному мнению. «От тебя всё время требуют определённого поведения, соответствия каким-то нормам, — вспоминал Брэнден Стейнекерт. — Музыка — единственная возможность вырваться из этих тисков, делать, что хочется, и послать всех подальше».
Всё было бы хорошо, если бы не одно препятствие: изначально The Used была собрана как «живая» группа, но, в связи с отсутствием в Ореме и соседнем Прово мест для выступлений, команде пришлось просто запереться в гараже. Когда же The Used наконец сыграли свой первый концерт, то просто были не поняты своими слушателями, поскольку последние были, в основном, довольно религиозными людьми (что неудивительно для штата Юта, знаменитого множеством религиозных организаций), а тексты, звучавшие со сцены, не слишком отличались терпимостью.
«Я восстал против всего, против стереотипов в моей жизни, против консервативной культуры штата Юта», — говорит вокалист Берт, — «я восстал против мормонской церкви, идя к другим церквям, я восстал против моих родителей, потому что они запрещали мне есть мясо, я восстал против друзей, употребляя наркотики. Я восставал против всего, что задерживало меня на месте, мне нравилось играть в одной команде с этими парнями». «Это было моим способом, чтобы восстать, тоже», — говорит гитарист Куинн Оллман, — «Мы верили во что-то настоящие и могущественное, как музыка. Бог — это понятие, а музыка реальна».
Ещё два года у парней ушло на то, чтобы накопить опыт, и в январе 2001 года The Used официально признали себя профессиональной командой.

### Дебютный альбомThe Used(2002—2003)
В июне 2002 года The Used заключили контракт с Reprise Records.
Альбом записывался в Лос-Анджелесе, в домашней студии продюсера Джона Фельдмана (John Feldman) (по совместительству являющегося вокалистом Goldfinger), и в легендарной лондонской студии Olympic Studios, где в своё время записывались The Beatles, Rolling Stones и Led Zeppelin. Тринадцать гимнов и баллад пронизаны энергией четырёх парней, которые посвятили себя музыке. В их песнях есть всё: замечательные ритмы, интересные мелодии, беспристрастные тексты, динамичный вокал и, естественно, гитары.
«Была небольшая в некоторой степени проблема при создании альбома», — говорит барабанщик Брэнден Стейнекерт, — «не было хорошей обстановки при записи альбома, и я думаю, что это делает музыку лучше, потому что было не так легко».
Песня «Maybe Memories» — это автобиографическая песня Берта. В «A Box Full Of Sharp Objects» приветствует творческое самовыражение, «On My Own» — это акустическая баллада о разбитом сердце, которое «кричит» о боли. «Blue And Yellow» рассказывает о шаткой дружбе Берта и гитариста Куинна, в то время как «The Taste Of Ink» повествует об истории группы.
В поисках собственного звучания The Used перепробовали множество жанров: начали с металла, перешли к хард-року и балладам со струнными аранжировками.
Наконец-то получившие поддержку лейблом и нашедшие своих слушателей, The Used реализуют свой потенциал. Близость их музыки множеству американцев из провинциальных городов делает своё дело — за несколько месяцев у группы набирается достаточно поклонников, чтобы их дебютный альбом возглавил независимый рейтинг и вошёл в первую сотню Billboard 200. За год альбом разошёлся тиражом более двух тысяч копий. The Used провели тур по США и Канаде, отчитавшись концертным альбомом и DVD «Maybe Memories». Пока ребята работали в студии над вторым альбомом, «Maybe Memories» попал в американский Top 100 и помог дебютному «The Used» вернуться на 63-ю строчку хит-парада.

### In Love and Death(2004—2005)
В 2004 году от передозировки наркотиков умирает девушка Берта Кейт, носившая его ребёнка. Это оказывает влияние на альбом — он получается более мрачным и реалистичным.
Открывающая песня «Take it away» привлекает внимание нестандартным для группы приёмом: использованием электроники. «Hard to Say» — посвящение погибшей Кейт и хотя она была написана несколько лет назад, Берт выразил свою преданность только в «In Love and Death». В целом, второй альбом получил положительные отзывы, породив три сингла: «Take it away», «All That I’ve Got» (первая номинация MuchMusic Video Awards), и «I Caught Fire», и был переиздан в 2005 году.
Диапазон альбома получился невероятным. Как только слушатель включает эту пластинку, в его голову летит пуля с безжалостной силой барабанов, гитары и баса, поверх которых Берт поочерёдно то кричит что есть сил, то поёт божественным голосом о приближающемся конце его жизни.
Жизненный опыт Берта, Джефа, Брэндена и Куинна на самом деле не самый простой. Каждая нота, каждый крик и каждый прыжок несут возможность удара или травмы, потери ботинка, поломку инструмента, или, того хуже, падения Берта со сцены прямо в разгорячённую толпу. «Иногда, нет ничего, что может остановить меня, — смеётся Берт, — я просто люблю кричать людям в лицо!».
Гастролями закончился 2004 год, заставший команду в Великобритании, где она провела отличный тур. С гастролей же начался и 2005-й. Весь февраль The Used объезжали Америку с передвижным фестивалем Taste of Chaos. Фестиваль проводился впервые, и впервые выходцы из Юты заводили целые стадионы уже на правах хэдлайнеров.

### Lies for the Liars(2006—2007)
12 сентября 2006 года The Used объявили, что Брэнден Стейнекерт больше не является участником группы. Ближе к концу 2006-го его место занял Дэн Уайтсайдс. В 2007 г. группа презентовала свой третий студийный альбом «Lies for the Liars».
6 февраля 2007 года выходит в свет двойной альбом Berth, который включает в себя запись выступлений c тура Taste of Chaos 2005 в Ванкувере и диск с аудиозаписями. DVD так же включает биографию всех членов группы и четыре видеоклипа. The Used провели первую половину 2007 года в туре Taste of Chaos, прежде чем выпустили свой студийный альбом «Lies for the Liars» 22 мая. Впервые за всё время The Used участвовали в MuchMusic Video Awards, а также получили вторую номинацию Best International Group Video за «The Bird and the Worm». The Used планировали участвовать в Taste of Chaos в июне и июле в поддержку нового альбома, однако были вынуждены отменить планы из-за операции Берта на голосовых связках. После выздоровления Берта, группа участвовала в фестивале Reading and Leeds в августе, и продолжила тур в США в сентябре. Было выпущенного четыре сингла: «The Bird and the Worm», «Liar, Liar (Burn in Hell)», «Pretty Handsome Awkward» и «Paralyzed». И хотя Дэн Уайтсайдс был официальным ударником, в записи альбома участвовал Дин Баттерворт из Good Charlotte. Запись альбома продолжалась шесть месяцев, это было самое долгое время, которое The Used тратили на запись.
«Lies For The Liars» получил смешанные отзывы. Изначально он планировался как двойной альбом с 19 треками, однако в итоге некоторые песни решили сохранить для будущего релиза. Перед выходом «Lies for the Liars» The Used планировали выпустить EP из альбома би-сайдов. 19 февраля 2008 в свет вышел EP под названием «Shallow Believer». Он был выпущен только на цифровых носителях и занял 14 место в iTunes' Top 100 albums.

### Artwork(2008—2009)
На протяжении всего 2008 года The Used работали над четвёртым студийным альбомом. Они взяли несколько перерывов во время работы, для того, чтобы выступить хэдлайнерами на открытии «Get a Life Tour» и сыграть на шоу в Джакарте, Индонезии, Сеуле, Южной Корее и фестивале Spare the Air в Калифорнии. Продюсером четвёртого альбома был Мэтт Сквайер, продюсер Panic! At the Disco, и это первый раз, когда The Used не сотрудничали с Джоном Фельдманом. Они решили работать с другим продюсером потому, что альбом отличался от всего, что они делали в прошлом. Кроме того, это первый студийный альбом с Дэном Уайтсайдсом в роли ударника.
«В прошлом мы всегда привносили часть поп-музыки в тяжёлый рок, но это будет намного мрачнее и жёстче. Наши песни в 10 раз громче, чем раньше» — заявил Берт в Alternative Press. Он так же раскрыл концепцию альбома: «Этот альбом о вступлении в конфликт с тем, насколько вы действительно ненавидите себя и знании, что вы никогда не сможете ненавидеть себя в полном мере, поэтому вы можете ненавидеть себя столько, сколько хотите». Маккрэкен сказал: «Мы так не радовались альбому со времён дебютного в 2002 году».
Альбом получил название «Artwork» и был выпущен вместе с DVD для предварительного заказа и последующей продажи в магазинах. 21 июля стал доступен пред-заказ. 31 августа 2009 Artwork стал доступен для продажи во всём мире. 9 декабря 2009 года состоялась премьера клипа «Empty with you».
Группа провела тур в поддержку альбома в конце 2009-начале 2010, в компании с The Almost, Drive A и Atreyu.
2 марта 2010 года The Used выпустили два EP специально для iTunes.
11 марта 2010 The Used отправились в тур по США с Chiodos и New Medicine

### Vulnerable(2010—2012)
В апреле 2010 года группа отменяет предстоящие даты международного тура и начинает записывать материал для нового альбома. В течение 2011 года The Used выкладывают новую информацию о процессе записи с Джоном Фельдманом в различных социальных сетях. Решая не сотрудничать с Warner Bros., The Used создают собственный лейбл под названием Dental Record, и планируют выпустить пятый альбом Vulnerable весной 2012 года. Первый сингл под названием «I Come Alive» с альбома был выпущен в январе.

### The Ocean of the Sky and Imaginary Enemy (2013)
В июне 2013 группа выпустила свой новый EP The Ocean of the Sky. 1 апреля 2014 The Used выпустили свой шестой студийный альбом под названием "Imaginary Enemy". В этом альбоме The used уделяют много внимания политике, критике американской власти и личной свободе. Песня "Revolution" призывает к революции, изменениям, а "Make believe" - отражение взгляда Берта МакКрэкена на религию. Во время записи альбома у вокалиста рождается дочь Клеопатра Роуз МакКрэкен, что влияет на альбом. Ей посвящена песня "Overdose".
19 ноября на официальном сайте группы появилось сообщение о том, что Куинн Оллман расстался с группой, а его место занимает Джастин Шекоски.

### Юбилейный тур в честь 15-летия и The Canyon (2016 — 2017)
В апреле 2016 года группа выпустила концертный альбом Live & Acoustic at the Palace, который был записан 11 октября 2015 года на шоу в Лос-Анджелесе. Это был первый релиз без гитариста Куинна Оллмана и в котором принимал участие гитарист Джастин Шекоски. The Used провели весь 2016 год, гастролируя по Европе, Северной Америке и Австралии, отмечая свой 15-летний юбилей.
В марте The Used отправились в студию, чтобы записать новый альбом. Работа над альбомом длилась 5 месяцев. Продюсером нового релиза выступил Росс Робинсон, который ранее работал с такими группами, как: Korn, At the Drive-In, From First to Last, Norma Jean, My Own Private Alaska. Седьмой студийный альбом группы под названием The Canyon был выпущен 27 октября 2017 года. Первым видео, по новому материалу, стал клип на песню «Over and Over Again», выпущенной до выхода альбома.
В марте 2018 года группу покидает гитарист Джастин Шекоски, и в апреле того же года его место занимает Джои Брэдфорд из группы «Hell or Highwater». Как выяснилось позже, между участниками The Used и Шекоски произошёл конфликт. Группа была вынуждена обратиться в суд, дабы выдвинуть запретительный приказ против бывшего коллеги — Джастина Шекоски. По сообщениям, Шекокси угрожал повеситься посреди шоу в знак некого «возмездия», заявив, что группа испортила его жизнь и украла всё его творчество.
7 мая 2018 года The Used опубликовали заявление о том, что Шекоски был уволен «из-за личных и художественных различий». Группа разъяснила, что запретительный приказ был юридической предосторожностью, предназначенной для того, чтобы держать группу и их поклонников в безопасности. Группа также прокомментировала угрозу Шекоски, сказав: «Даже в самые тяжёлые времена угроза самоубийства никогда не должна восприниматься легкомысленно».

## Музыкальный стиль
Их музыку причисляют к различных поджанрам рока, таким как эмо, скримо, пост-хардкор, альтернативный рок, поп-панк, панк-рок и даже хард-рок, хэви-метал и металкор.
Берт МакКрэкен заявляет, что они не причисляют себя к эмо или скримо. «Мы просто рок-группа и это всё, чем мы когда-либо были», — говорит он.
Их альбом Artwork Берт описывает как «гросс-поп». Куинн Оллман говорит о гросс-попе: «Это будет довольно грубо. Я думаю, многие вещи более поэтичны и лиричны, а звук более необработан».

## Участники группы
Основной состав
- Берт Маккрэкен — вокал, клавишные (2001—настоящее время)
- Джеф Ховард — бас-гитара, бэк-вокал (2001—настоящее время)
- Дэн Уайтсайдс  — ударные, перкуссия (2006—настоящее время)
- Джо Брэдфорд  — гитара, бэк-вокал (2018—настоящее время)

Бывшие участники
- Брэнден Стэйнекерт — ударные, бэк-вокал (2001—2006)
- Куинн Оллман — гитара, бэк-вокал (2001—2015)
- Джастин Шекоски  — гитара (2015—2018)

Сессионные участники
- Грег Бэстер — ритм-гитара (2002—2003)
- Дин Баттерворт — ударные, перкуссия (2006—2007)

## Дискография

### Студийные альбомы
- The Used (2002)
- In Love and Death (2004)
- Lies for the Liars (2007)
- Artwork (2009)
- Vulnerable (2012)
- Imaginary Enemy (2014)
- The Canyon (2017)
- Heartwork (2020)
- Toxic Positivity (2023)
- MEDZ (2024)

### Сборники
- 08.07.2003 — Maybe Memories (CD/DVD)

### Концертные альбомы
- 06.02.2007 — Berth (CD/DVD)
- 01.04.2016 — Live & Acoustic at the Palace (CD+DVD/LP+DVD)

### Мини-альбомы
- 18.02.2008 — Shallow Believer
- 09.07.2013 — The Ocean of the Sky

### Демо-альбомы
- 2001 — Demos from the Basement (as Used)